# Regimentul 10 Vânători (1916-1918)
Regimentul 10 Vânători a fost o unitate de nivel tactic, care s-a constituit la 14/27 august 1916, prin mobilizarea unităților și subunităților existente la pace aparținând de Batalionul 10 Vânători din armata permanentă, dislocat la pace în garnizoana Tulcea. :p. 133 
Regimentul a făcut parte din organica Diviziei 10 Infanterie. La intrarea în război, regimentul a fost comandat de locotenent-colonelul Petre Lolescu. Regimentul 10 Vânători a participat la acțiunile militare pe frontul românesc, pe toată perioada războiului, între 14/27 august 1916 - 28 ocotmbrie/11 noiembrie 1918.

Drapelul de luptă al regimentului fost decorat cu Ordinul „Mihai Viteazul”, clasa III:
„Pentru vitejia și avântul cu care au luptat ofițerii, subofițerii și soldații acestui eroic regiment, în aprigele lupte de la Babovo, de la Muntele Susai, unde au respins toate crâncenele atacuri ce inamicul a dat între 29 septembrie și 10 octombrie, precum și în luptele din regiunea Panciului ce s-au dezlănțuit în august 1917. În ziua de 1 august 1917 o divizie rusă a fost nevoită a se retrage spre Valea Zăbrăuțului, din cauza unui puternic atac german. Regimentul 10 Vânători, a plecat din proprie inițiativă la contraatac și trecând printr-un extraordinar bombardament de artilerie și printr-un teren cu totul nefavorabil, reușește să respingă cu baionetele pe inamic și să ocupe poziția de la P.T. 334 Chicera. A doua zi, pornind din Valea Stâlpului, restabilește din nou, în mod glorios, o situație cu totul critică; ilustrându-se după  aceasta, prin înverșunarea cu care și-a apărat poziția ce luase în stăpânire de la inamic.”
Înalt Decret no. 902 din 16 aprilie 1918:p.169

## Participarea la operații

### Campania anului 1916
În campania anului 1916 Regimentul 10 Vânători a participat la acțiunile militare în dispozitivul de luptă al Diviziei 10 Infanterie, participând la Operația de la Flămânda, Bătălia de pe Valea Prahovei și Bătălia de la Râmnicu Sărat. 

### Campania anului 1917
În campania anului 1917 Regimentul 10 Vânători a participat la acțiunile militare în dispozitivul de luptă al Diviziei 10 Infanterie, participând la Bătălia de la Mărășești . În această campanie, regimentul a fost comandat de locotenent-colonelul Constantin Oprescu.

### Campania anului 1918
În anul 1918 Regimentul 10 Vânători a făcut parte din Brigada 3 Vânători, din organica Diviziei 2 Vânători. :pp. 197-198

## Comandanți
- Locotenent-colonel Petre Lolescu
- Locotenent -colonel Constantin Oprescu

## Decorații
- Ordinul „Mihai Viteazul”, clasa III, 30 februarie 1917[4]:p. 169